# Hemimycena hirsuta

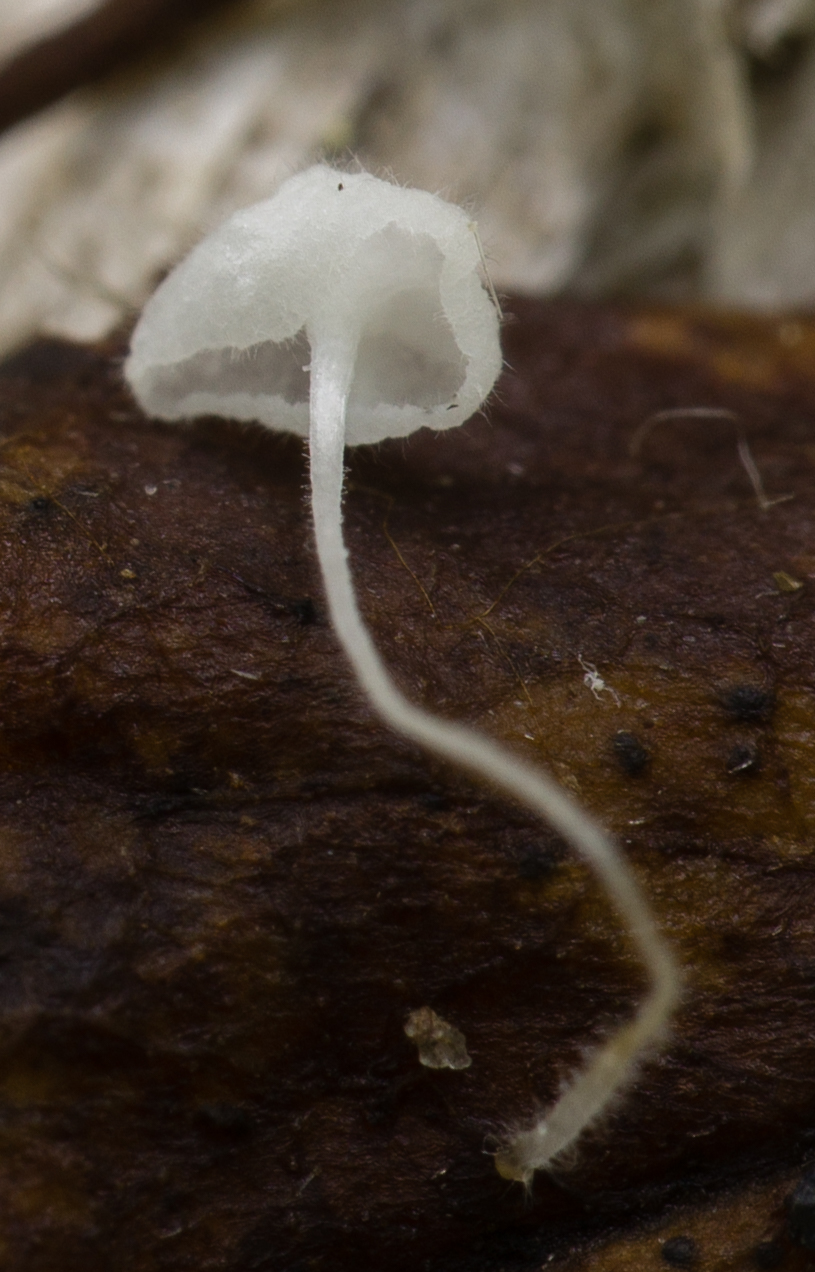

Hemimycena hirsuta (Peck) Lüderitz & H. Lehmann – gatunek grzybów z rodziny grzybówkowatych (Mycenaceae).

## Systematyka i nazewnictwo
Pozycja w klasyfikacji według Index Fungorum: Atheniella, Mycenaceae, Agaricales, Agaricomycetidae, Agaricomycetes, Agaricomycotina, Basidiomycota, Fungi.
Po raz pierwszy opisał go w 1875 r. Heinrich Julius Tode, nadając mu nazwę Helotium hirsutum. Obecną nazwę nadali mu M. Lüderitz i H. Lehmann w 1986 r.
Ma 12 synonimów. Niektóre z nich:
- Delicatula hirsuta (Tode) Cejp 1929
- Hemimycena crispula (Quél.) Singer 1943
- Mycena crispula (Quél.) Kühner 1938[2].

## Morfologia
Owocnik
Kapelusz o średnicy 2 mm, wypukły z prostym brzegiem, higrofaniczny, biały, owłosiony. Blaszki prawie zredukowane, bardzo rzadkie, nie dochodzące do brzegu kapelusza, białe. Trzon 8 × 0,2 mm, nitkowaty, owłosiony, biały.
Cechy mikroskopowe
Podstawki 20–27 × 5,5–7 μm, 4-zarodnikowe, maczugowate. Cystyd brak. Zarodniki 7,5–8,6 × 4–5 μm, Q = 1,8, szeroko elipsoidalne, jajowate, cienkościenne, szkliste. Skórka typu cutis, składająca się z promieniście ułożonych, szklistych, lekko grubościennych, cylindrycznych strzępek o szerokości 3–6 μm z licznymi, krótkimi naroślami. Pileocystydy 60–100 × 3–6 μm, obfite,, grubościenne, szkliste, szydłokształtne lub wąsko wrzecionowate z grzybkowatym wierzchołkiem, często z falistymi ścianami i nieregularnymi naroślami. Kaulocystydy 25–70 × 3–8 μm, liczne, kształtem zbliżone do pileocystyd, grubościenne, szkliste. Strzępki ze sprzążkami.

## Występowanie i siedlisko
Najwięcej stanowisk podano w Ameryce Północnej i Europie, poza tym pojedyncze w Ameryce Połudnowej, Australii, Azji i na Nowej Zelandii. W Europie jest szeroko rozprzestrzeniony. Brak go w opracowanym w 2003 r. przez W. Wojewodę wykazie wielkoowocnikowych podstawczaków Polski, po raz pierwszy jego stanowiska w Polsce podano w 2009 r. pod nazwą Hemimycena crispula.
Grzyb saprotroficzny. Występuje na resztkach roślinnych.